# Эхон хяку-моногатари
Эхон хяку-моногатари (яп. 絵本百物語, «Сто иллюстрированных историй»), также Тосандзин ява (яп. 桃山人夜話) — книга, состоящая из иллюстраций японского художника Такэхары Сюнсэна, опубликованная около 1841 года. Это бестиарий сверхъестественных существ (призраков, монстров и духов), оказавший огромное влияние на традицию изображения ёкаев — демонические существа — в Японии. Книга была задумана как продолжение «демонической» серии иллюстраций Ториямы Сэкиэна «Гадзу хякки ягё».

## Список существ

### Первый том

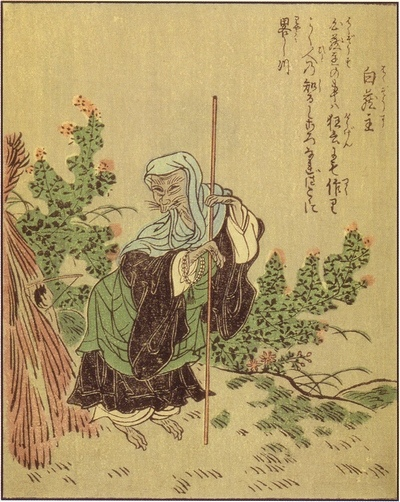
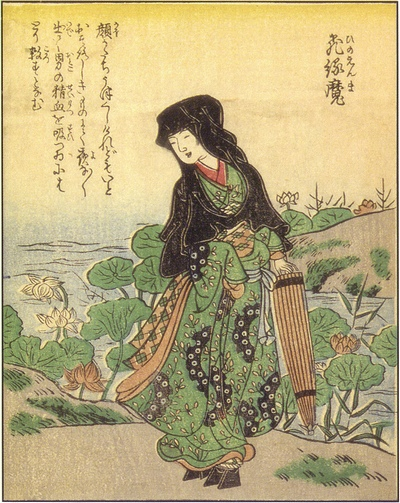
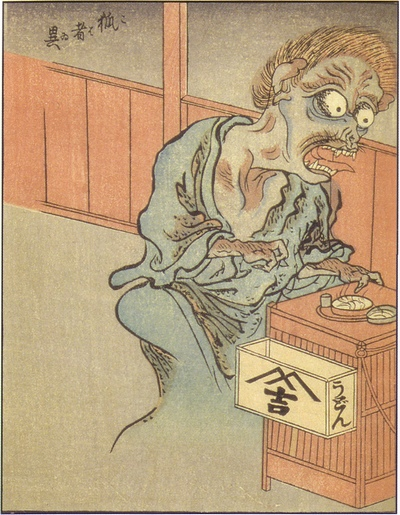
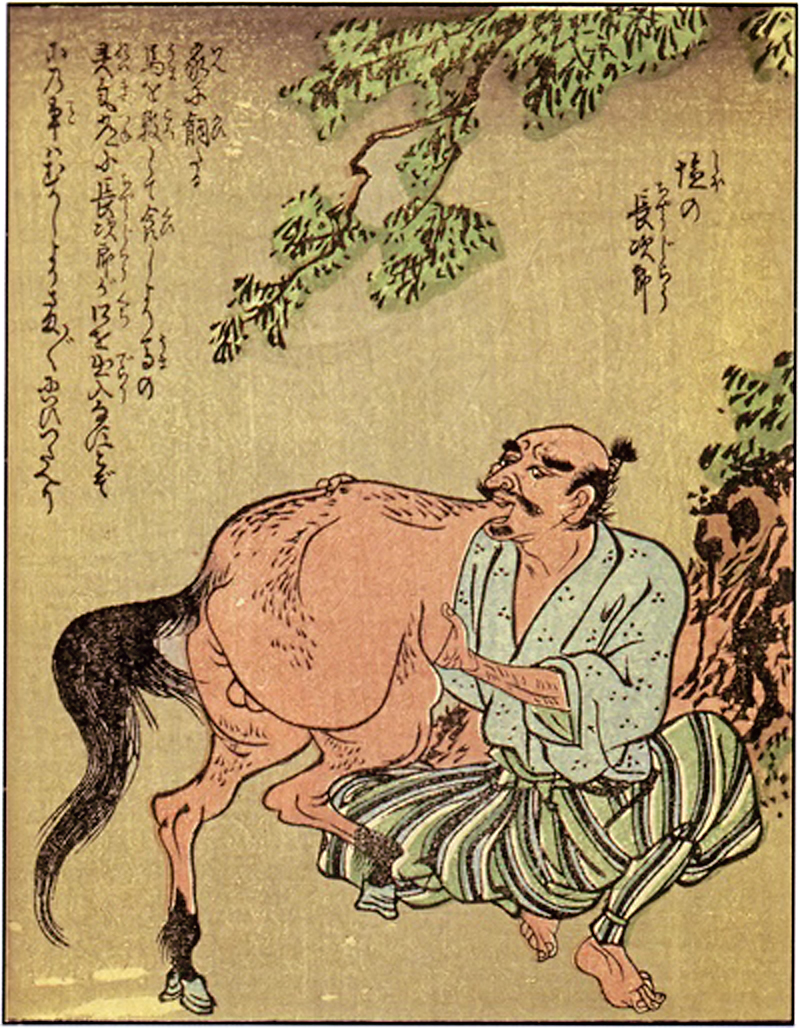
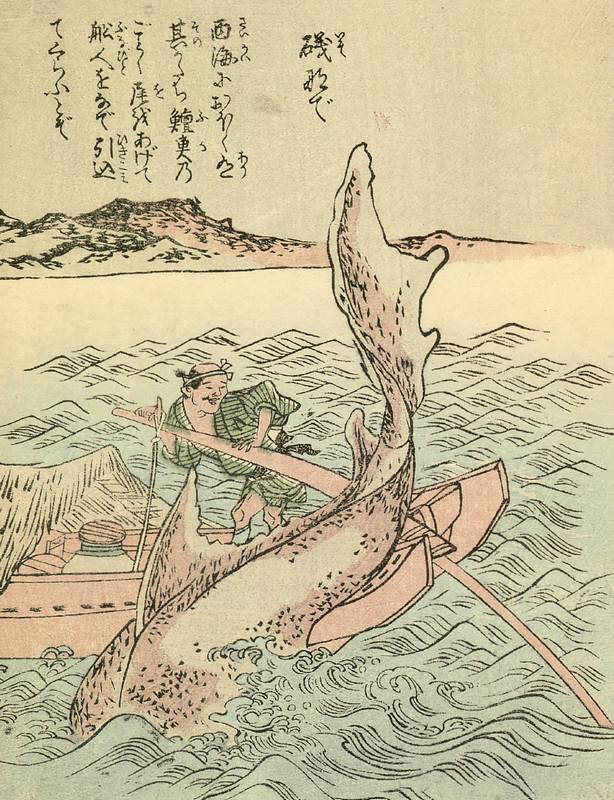
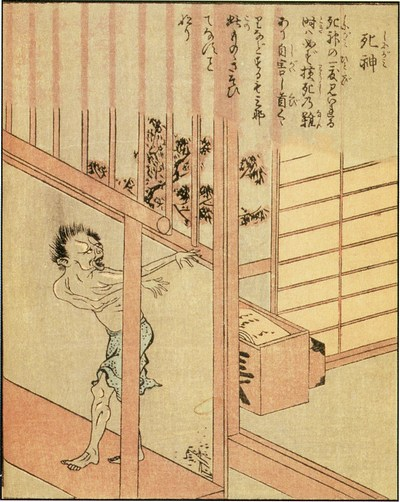
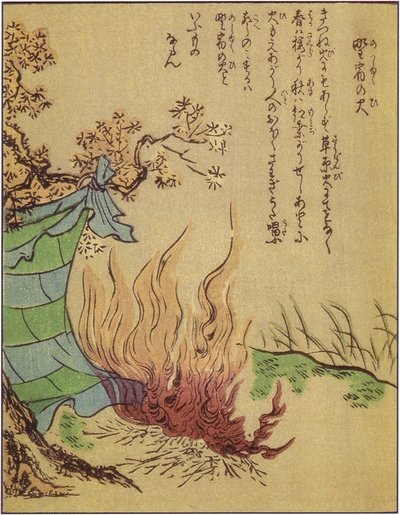
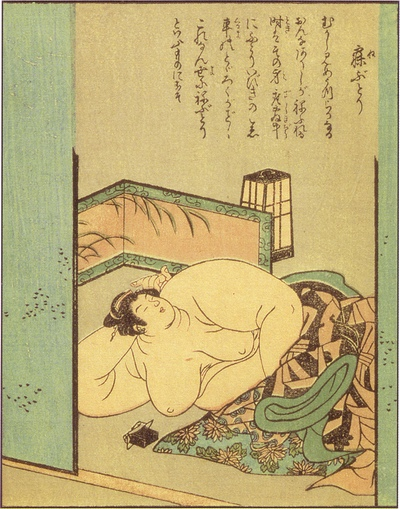
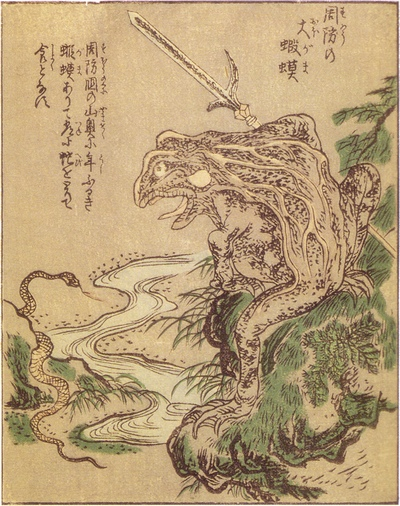

- Хакудзосу (яп. 白蔵主)
- Хиэмма[яп.] (яп. 飛縁魔)
- Ковай[яп.] (яп. 狐者異)
- Сио-но-тёдзи[яп.] (яп. 塩の長司)
- Исонадэ (яп. 磯撫)
- Синигами (яп. 死神)
- Нодзюкуби[яп.] (яп. 野宿火)
- Нэбутори[яп.] (яп. 寝肥)
- Огама[яп.] (яп. 大蝦蟇)

### Второй том

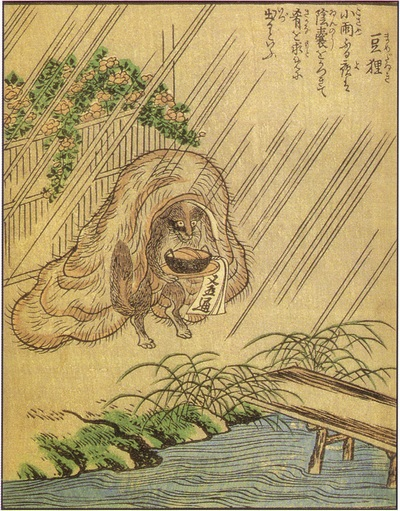
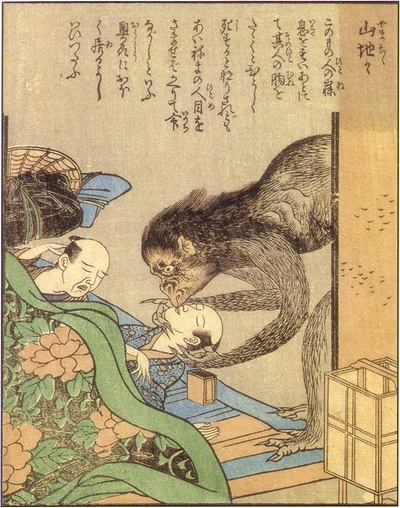
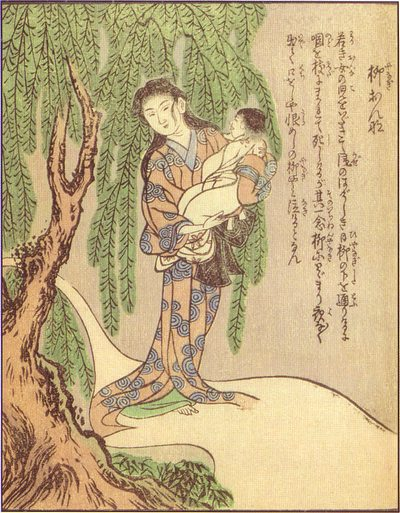
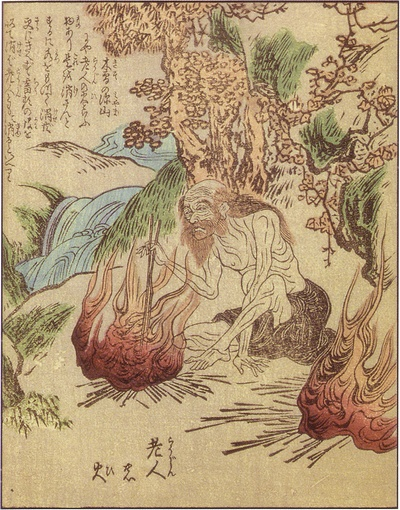
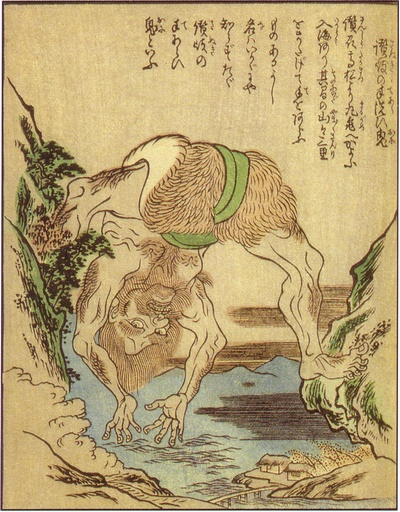
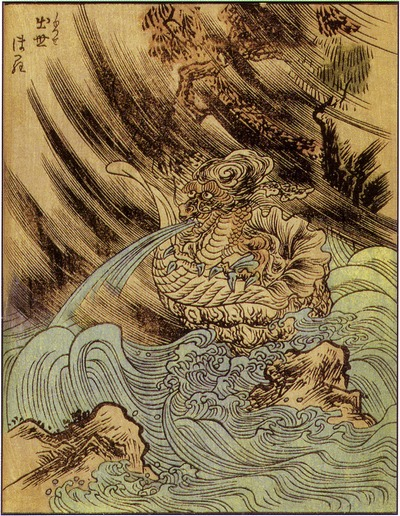
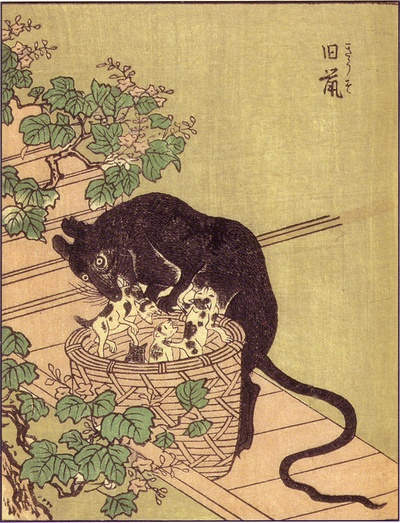
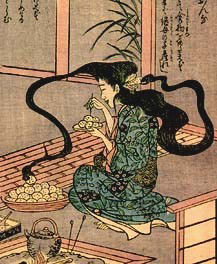
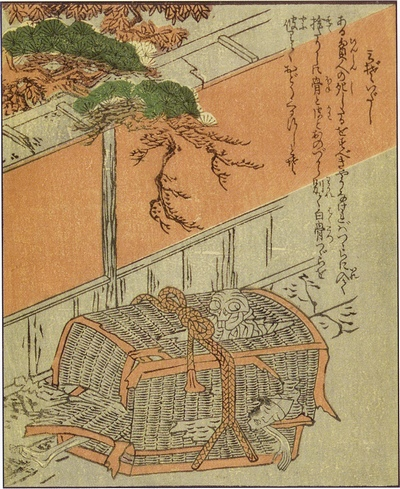

- Мамэдануки[яп.] (яп. 豆狸)
- Яматити[яп.] (яп. 山地乳)
- Янаги-онна[яп.] (яп. 柳女)
- Родзин-но-хи[яп.] (яп. 老人火)
- Тэарай-они[яп.] (яп. 手洗鬼)
- Сюссэбора[яп.] (яп. 出世螺)
- Кюсо[яп.] (яп. 旧鼠)
- Футакути-онна[англ.] (яп. 二口女)
- Мидзойдаси[яп.] (яп. 溝出)

### Третий том

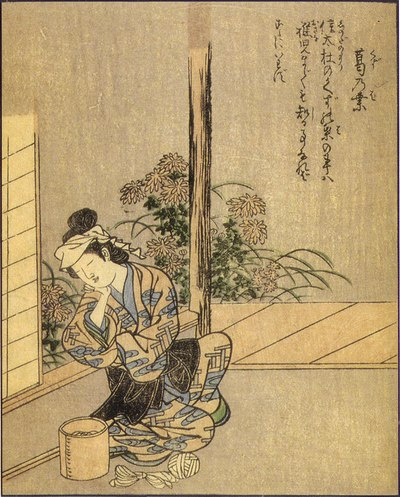
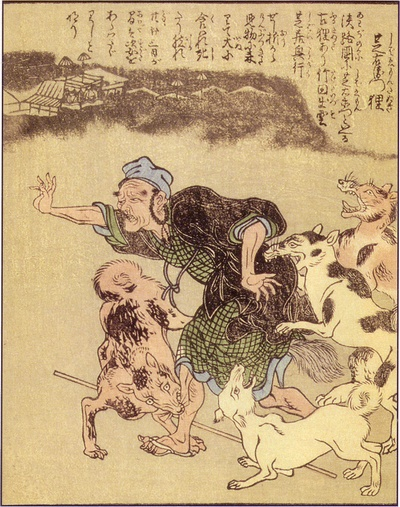
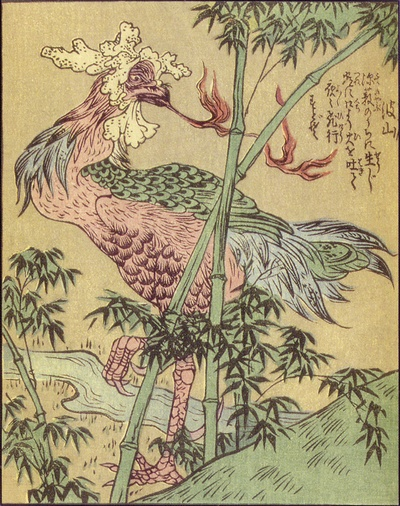
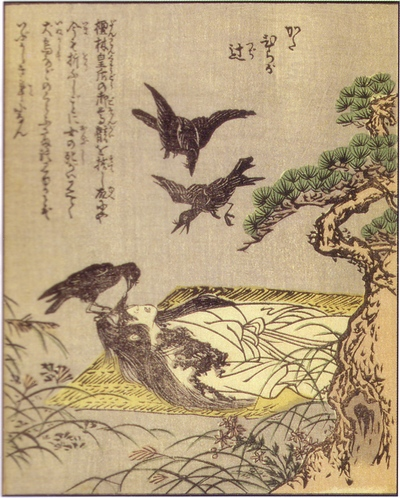
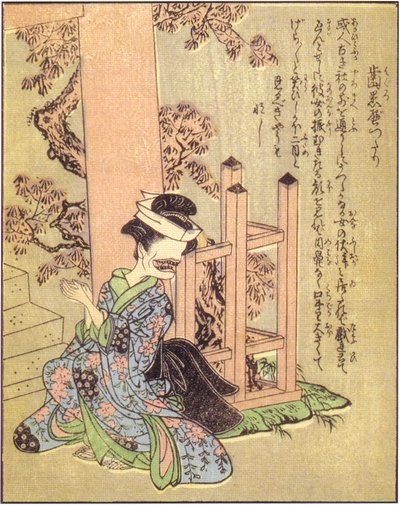
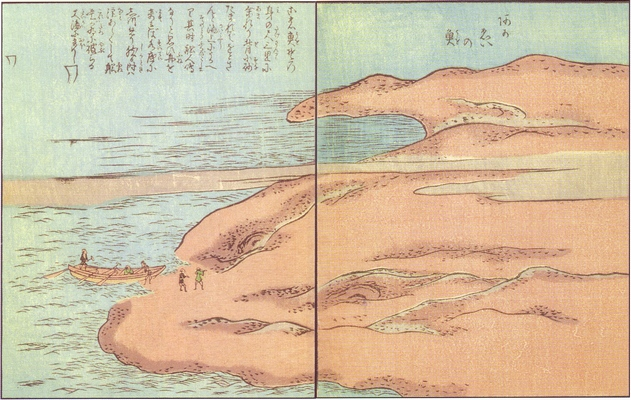
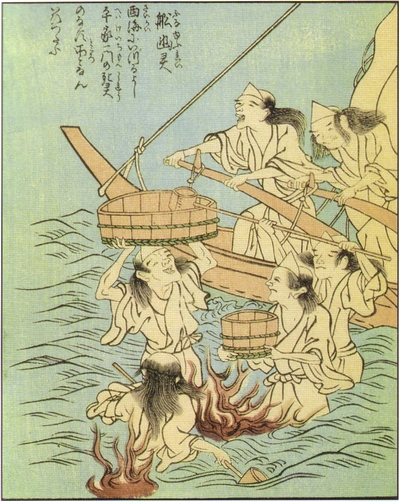
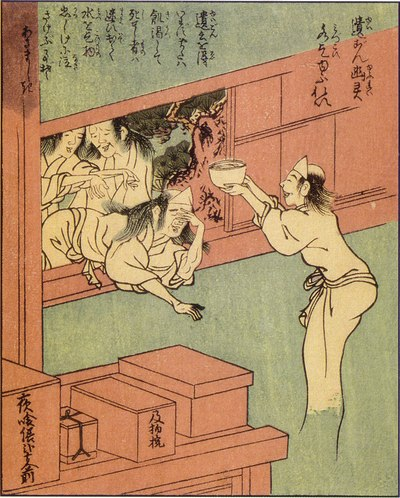

- Кудзуноха[англ.] (яп. 葛の葉)
- Сибаэмон-тануки[англ.] (яп. 芝右衛門狸)
- Басан (яп. 波山)
- Катабирагацудзи[яп.] (яп. 帷子辻)
- Хагуро-бэттари[яп.] (яп. 歯黒べったり)
- Акаэй-но-уо[яп.] (яп. 赤ゑいの魚)
- Фунаюрэй (яп. 船幽霊)
- Мидзукой-юрэй (яп. 水乞幽霊)

### Четвертый том

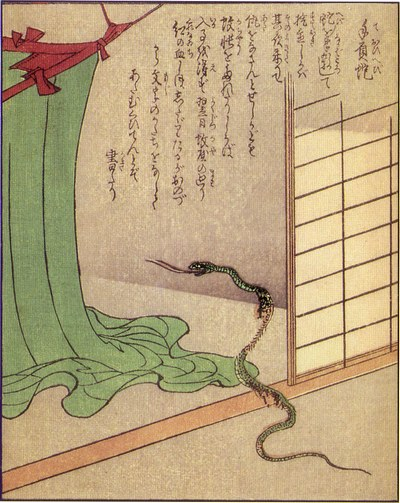
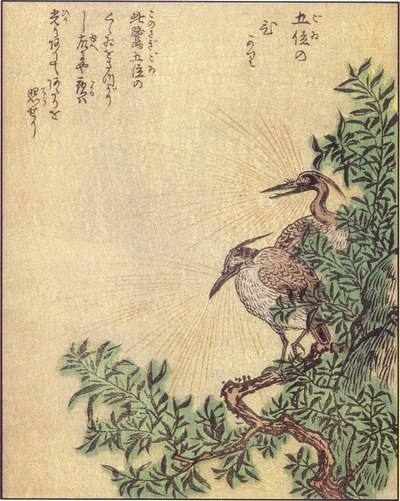
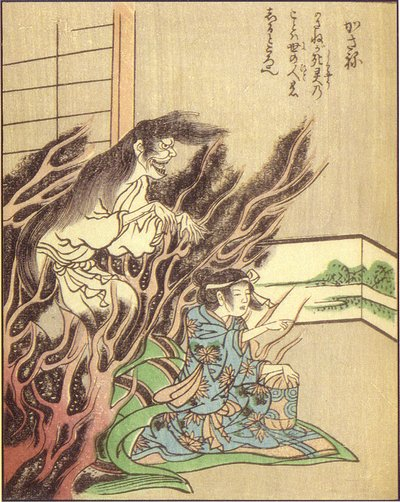
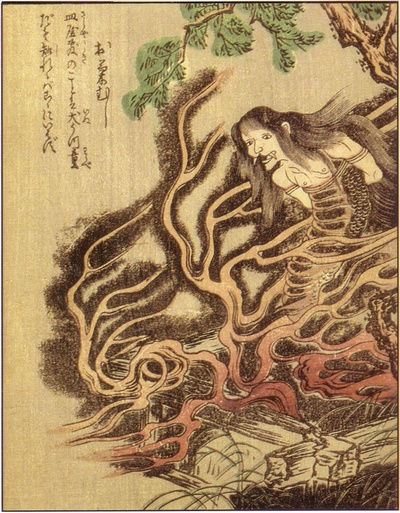
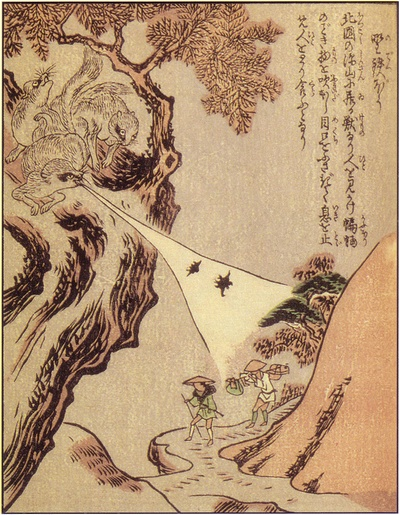
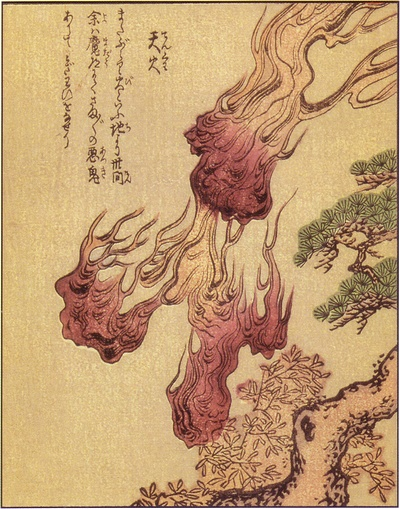
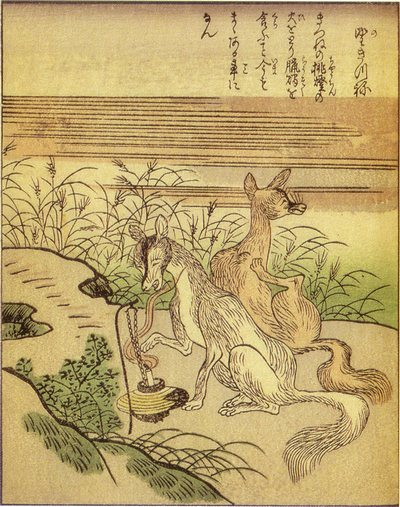
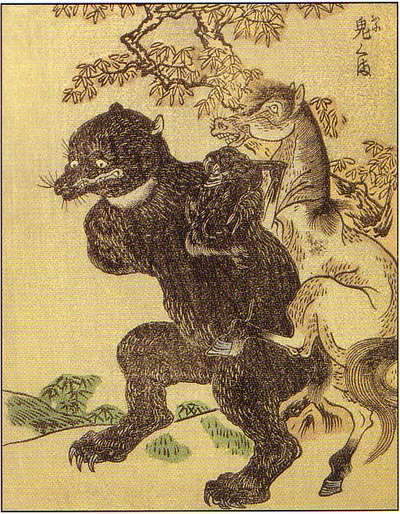
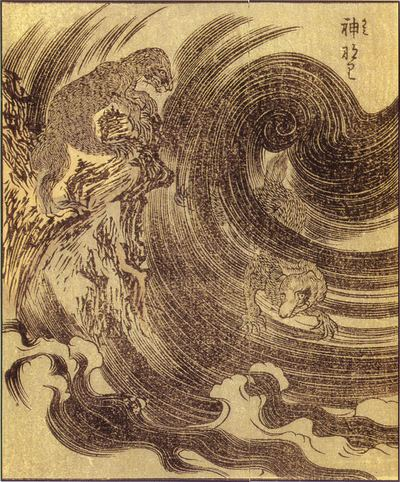

- Тэой-хэби[яп.] (яп. 手負蛇)
- Гой-но-хикари[яп.] (яп. 五位の光)
- Касанэ[яп.] (яп. 累)
- Окику-муси[яп.] (яп. 於菊虫)
- Нотэппо[яп.] (яп. 野鉄砲)
- Тэнка[англ.] (яп. 天火)
- Ногицунэ[англ.] (яп. 野狐)
- Оникума[яп.] (яп. 鬼熊)
- Каминари (яп. 雷電)

### Пятый том

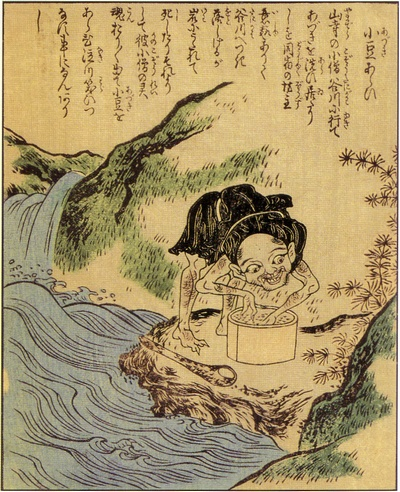
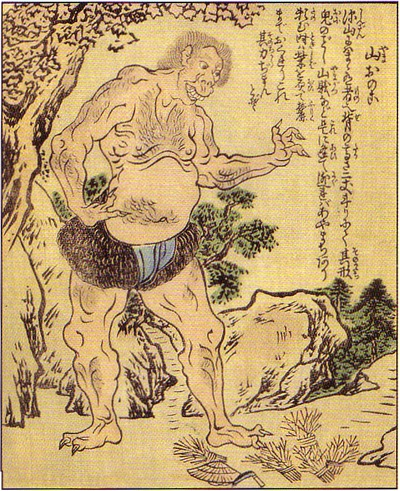
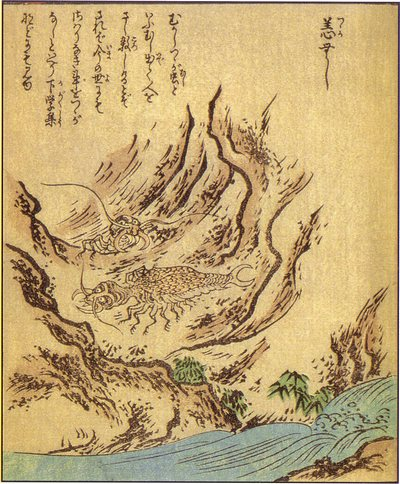
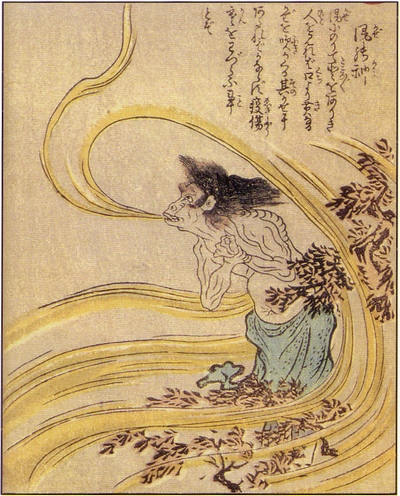
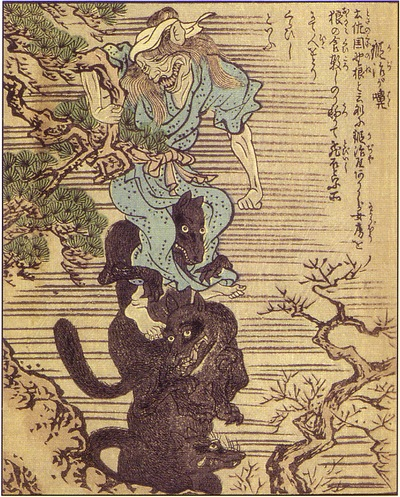
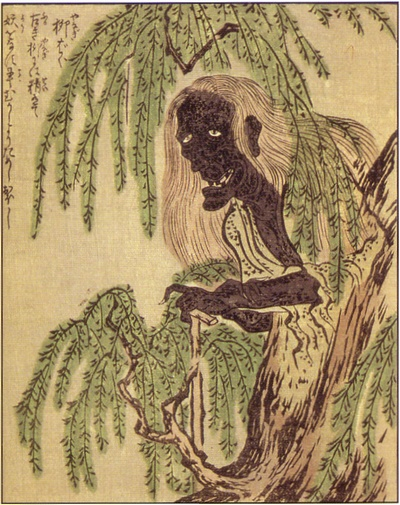
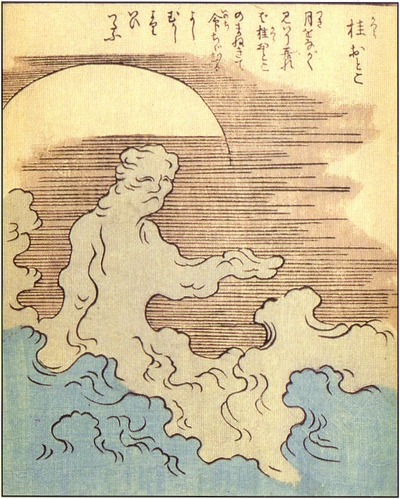
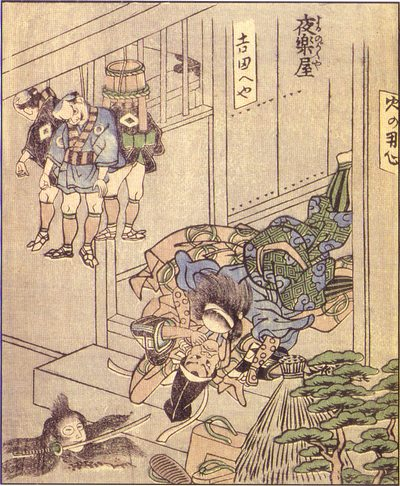
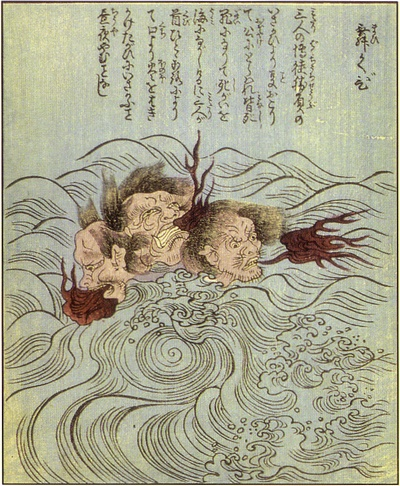

- Адзуки-арай (яп. 小豆洗)
- Яма-отоко[яп.] (яп. 山男)
- Цуцугамуси[яп.]* (яп. 恙虫)
- Кадзэ-но-ками (яп. 風の神)
- Кадзига-баба[яп.] (яп. 鍛冶が嬶)
- Янаги-баба[яп.] (яп. 柳婆)
- Кацура-отоко (яп. 桂男)
- Ёру-но-гакуя (яп. 夜楽屋)
- Майкуби[яп.] (яп. 舞首)